# Maschinenkanone MK 101
Maschinenkanone MK 101, kort MK 101, var en tysk automatkanon i 30 mm kaliber som användes under andra världskriget. Den började ursprungligen att utvecklas som en effektiv kanon mot bombplan, men kom i huvudsak att användas som beväpning för markattackplan. Genom en pansargranat med wolframkärna så kom kanonen att få tillräcklig verkan för att kunna slå ut moderna stridsvagnar som T-34.
Den kom primärt att monteras som akankapsel på flygplanet Bf 110 C-6.

## Användning
- Messerschmitt Bf 110 C-6
- Henschel Hs 129